# Gewone breedborst

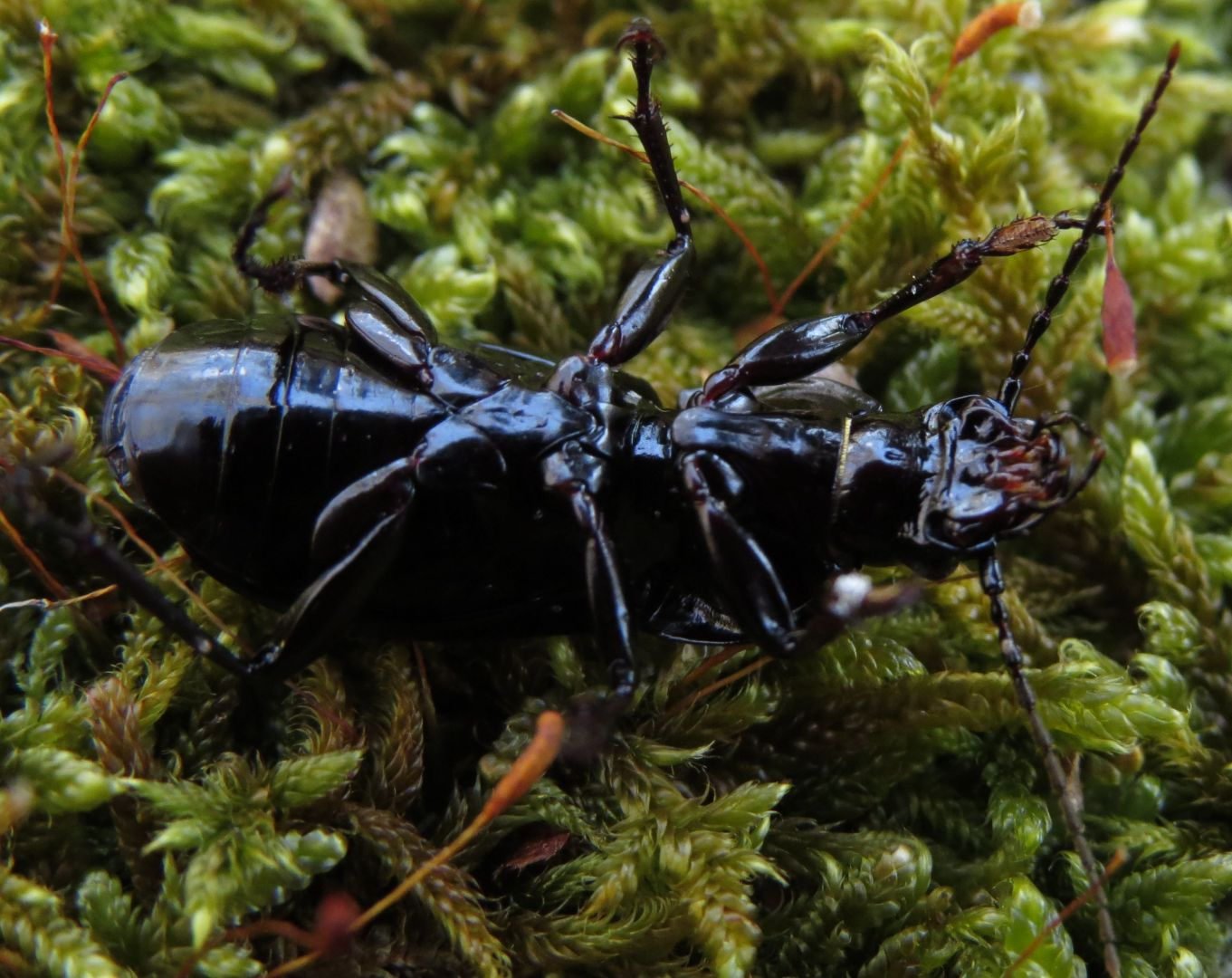
Gewone breedborst Abax parallelepipedus mannetje onderkant

De gewone breedborst, breedborstloopkever, zwarte breedkever of zwarte tor (Abax parallelepipedus) is een kever die behoort tot de familie loopkevers (Carabidae).

## Beschrijving
Deze geheel diepzwarte loopkever is te herkennen aan het relatief brede, glanzende en gladde borststuk, de dekschilden zijn sterk in de lengte gegroefd. De achterzijde van het halsschild is breder dan de voorzijde. Op het halsschild zijn enkele lichte, langwerpige groeven aanwezig. Het is met een lengte van 16 tot 22 millimeter een wat grotere soort.

## Algemeen
Het is een bodembewonende soort, die zich verschuilt onder stenen, houtblokken, bladeren en andere objecten in allerlei biotopen, liefst meer begroeide plaatsen als bossen. De gewone breedborst is nachtactief en verstopt zich overdag. In Europa komt de soort nog algemeen voor. Op het menu staan kleine ongewervelden als wormen, slakken en insecten.

## Larve
De larve is zeer langwerpig van vorm, heeft een borstelige beharing op de segmenten en twee relatief lange behaarde staartdraden. De zes poten zitten vooraan het borststuk en de grote, tangachtige kaken zijn duidelijk zichtbaar. Ook de larve is nachtactief en carnivoor.